# PNA Tonina (GC-47)
El PNA Tonina (GC-47) es un barco guardacostas de Prefectura Naval Argentina (PNA) comisionado en 1977.

## Historia y características
Botado en 1977 por el astillero SANYM de San Fernando, Buenos Aires. En 1979 fue asignado a la instrucción de cadetes; y en 1985 a la búsqueda y rescate.
Tiene 218 t de desplazamiento, 35 m de eslora, 6,5 m de manga y 3,3 m de calado; 1 motor diésel GM 16V, 12 nudos.